# Anisodes leonaria
Anisodes leonaria là một loài bướm đêm trong họ Geometridae.